# 敬虔主義

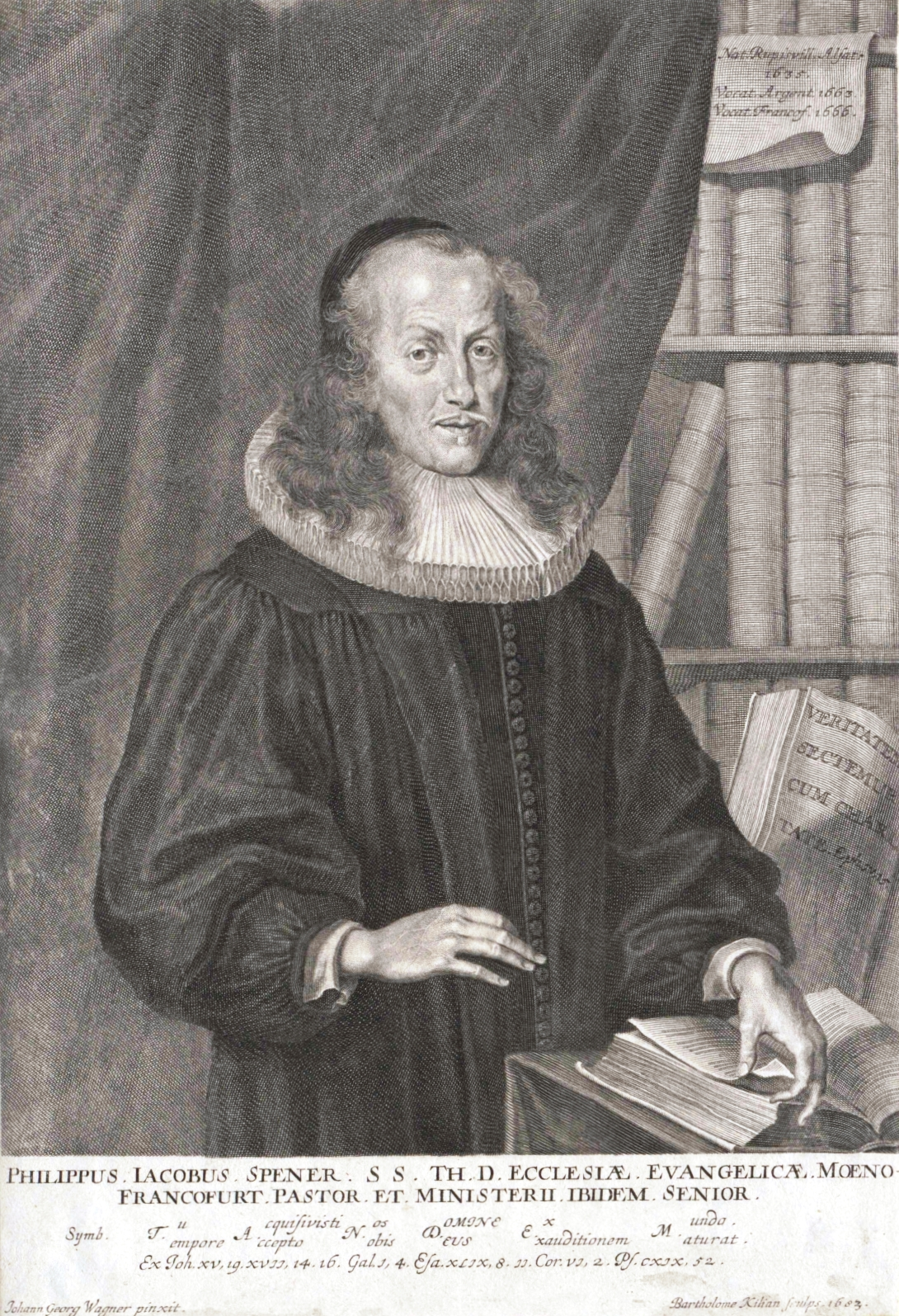
フィリップ・シュペーナー

敬虔主義（けいけんしゅぎ、独: Pietismus, 英: Pietism）は、特定の教理を遵守することではなく、個人の敬虔な内面的心情に信仰の本質を見る信仰的立場を言う。この傾向はキリスト教史の中に幾度も見受けられるが、それが明確な運動として現れたのは、「敬虔主義の父」とも呼ばれるドイツのフィリップ・シュペーナーにおいてである。日本語においても、ドイツ語のピエティスムスや英語のパイエティズムという語がそのまま用いられることもある。

## 概要
宗教改革に端を発したルター主義も17世紀頃になると、教理の解釈や説教に耳を傾けるのみの受動的なものになっていた。正統主義に見られたこのような風潮に対抗したのがシュペーナーであり、一般の信者の積極的役割と、禁欲的な生活を説いた。1666年、フランクフルト・アム・マインのルター派教会の牧師になった彼は教会の改革に着手し、堅信礼の確立などともに、互いに信仰を深め合う目的で信者が定期的な集会を開くことを提唱した。1670年に「コレギア・ピエタティス」（「敬虔な者の集い」の意）の名のもとに集会を自宅で始め、週2回集って、祈ったり聖書を読み合ったりした。「敬虔主義」の名はこれに由来する。
1675年に著した文書『ピア・デシデリア』（「敬虔な願い」の意）では、ルター派の衰退の理由を挙げ（信者の不道徳や、教会が貴族に牛耳られていることなど）、改革案として前述の集会の必要性を述べ、さらに教義的な論争は極力避け、ルターの「万人祭司」の思想を生かすためにも、信者の一人一人が積極的に教会に関与することを提唱した。この提言は好意的反響を呼ぶとともに、一方でルター派正統主義からの批判にさらされることにもなった。なぜなら、彼は心情を重視するので反知性主義・主観主義になりかねないと判断されたからである。また、義認よりも禁欲的「再生」に重点を置く神学的立場は、本来のルター主義とは異質であったことも影響している。ザクセン選帝侯ヨハン・ゲオルク3世の飲酒癖などの批判で反感を買ったシュペーナーは、1691年にブランデンブルク選帝侯（のちのプロイセン王フリードリヒ1世）の招きでベルリンに移住し、終生そこに滞在することとなった。
シュペーナーの実質的な後継者となったアウグスト・ヘルマン・フランケは、「真の愛の一滴は知識の大海よりも尊い」という主張のもとに活動し、学校や工場の設置を手がけた。また、多くの伝道者を海外に送り出し、プロテスタント教会の宣教活動の先駆者となった。
シュペーナーによって始められた敬虔主義運動は、フランケの熱心な実践活動においてピークを迎えたが、フランケの没後は徐々にすたれることとなった。すたれた理由として、総じて敬虔主義は偏狭な律法主義や反知性的な教育方針を固持したためだとする指摘がある。回心体験の極端な重視や、反知性主義また禁欲的律法主義に堕する危険性を持ちあわせるが、聖書中心の信仰生活の大切さを説き、信者の役割の強調において貢献をなしたと言える。

プロテスタント諸教派（聖公会、アナバプテストを含む）の系統概略

## 影響
敬虔主義は、教義的束縛からの自由において啓蒙思想の備えをしただけではなく、カントやゲーテといった思想家にも影響を与えている。
また、音楽の父と呼ばれるJ.S.バッハにも大きな影響を与え、『マタイ受難曲』『ヨハネ受難曲』をはじめ、数々のカンタータの中の特にアリアの作曲に影響を与えている。
南西ドイツのヴュルテンベルクでは、民衆の内に根付いた独自の敬虔主義が、ヨハン・アルブレヒト・ベンゲルを中心に発展し、学問性と高い霊性に裏付けられた聖書主義が生まれた。
メソジストを興したジョン・ウェスレーは1735年にアメリカのジョージアへの道中、モラヴィア兄弟団と知り合い、モラヴィア派敬虔主義の感化を受けたが、のちにモラヴィア派が教義を軽く見る偏向があることから、袂を分かつことになった。

### 南西ドイツ・ヴュルテンベルクの敬虔主義

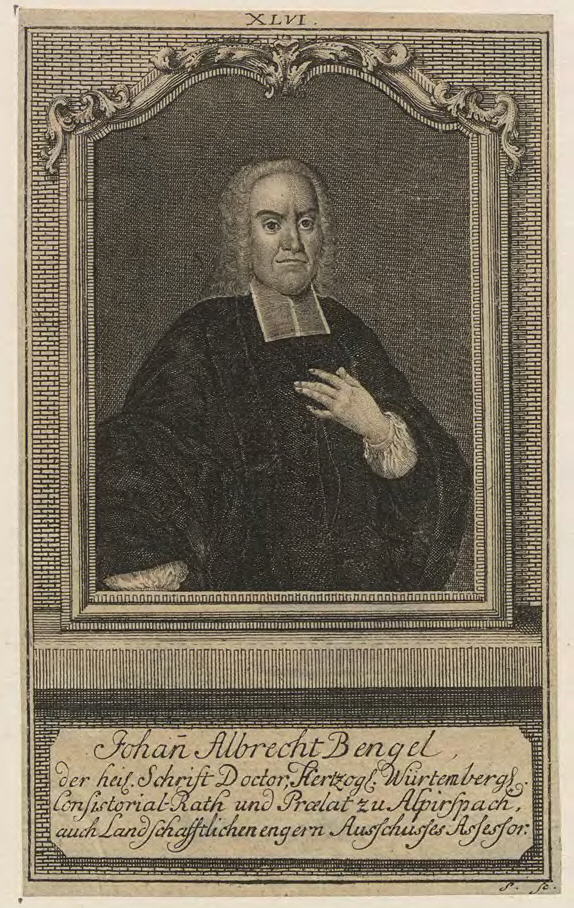
ヨハン・アルブレヒト・ベンゲル

ヴェストファーレンと並んで、かつてのヴュルテンベルク王国のあった地域は特に敬虔主義に特徴づけられている。この地域は17世紀初頭、当時の諸物価高騰によって困窮状態に陥っていた。三十年戦争、とりわけ1634年におけるネルトリンゲンの戦い以降、この地域はさらなる苦境に陥った。ヴェストファーレン条約以降の時代において貧困との闘いと日常生活の再建が求められたが、日々の仕事を礼拝の一部と見なすルター派的解釈がこの状況を助けることになった。この地域住民に生じた遊興志向は貴族階層において受け入れ難いものに思えていた。この地域では対立する双方の陣営に、清教徒的信仰を涵養する文書が入ってきた。それらはヴュルテンベルクの敬虔主義に強い影響を及ぼした。
第一世代の敬虔主義者は、教会において指導的な役職を持った。1688年にテュービンゲン大学教授に就任したヨハン・アンドレアス・ホッホステッター（1637年 - 1720年）は、1681年にマウルブロン教区長、1689年にベーベンハウゼン教区長に就任した。彼は教会と社会にある不合理さを批判し、信仰教育改革、および堅信礼導入に尽くし、1722年に実現した。その息子アンドレアス・アダム・ホッホステッターはシュトゥットガルトの宮廷教会牧師、テュービンゲン大学福音主義神学部教授にも就任した。テュービンゲン・シュティフトの神学生が研究のため敬虔主義者の集会に訪問することがあっても、ヴュルテンベルクにおいて敬虔主義的行為はルター派正統主義から否定された。アンドレアス・アダム・ホッホステッターはルター派正統主義と敬虔主義の調停に尽くした。
1730年になると、ヴュルテンベルクでの敬虔主義運動の大半がラジカルな方向性を示すようになった。とりわけ、シュペーナーの求めに従うようになり、華美な洋服、喫煙、飲酒癖、ダンス、喜劇、カード遊びを罵るようになり、娯楽、遊興、音楽のあらゆる種類に反対するまでになった。
ヴュルテンベルクの敬虔主義を特徴づける人物はヨハン・アルブレヒト・ベンゲル（1687年 - 1752年）である。彼の聖書主義的、救済史的な神学はヴュルテンベルクの多くの牧師、その後継者たちに影響を与えた。彼の著名な弟子で牧師、歌曲作家でもあったフリップ・フリードリヒ・ヒラー（1698年 – 1769年）、テュービンゲン大学福音主義神学部教授のエレミアス・フリードリヒ・ロイス（1700年 – 1777年）は、ヴュルテンベルクにおけるあらゆる世代の牧師たちに影響を与えた。ヨハン・クリスチャン・ストール（1712年 – 1773年）は領邦教会の指導部に入った。フリードリヒ・クリストフ・エッティンガー（1702年 – 1782年）は自身の神学に他の様々な伝統を組み入れ、さらにヴュルテンベルクの敬虔主義に影響を刻みつけた。同様なことがフリップ・マタイオス・ハーン（1739年 – 1790年）にも当てはまる。
1743年、敬虔主義者の秘密集会が、周辺の関係者たちから尊敬を受けて正式な承認を受けることになった。しかし、敬虔主義者たちにおいて分離主義的な考え方が広まっていった。このことがヴュルテンベルクにおける敬虔主義の強化、安定化を促進した。

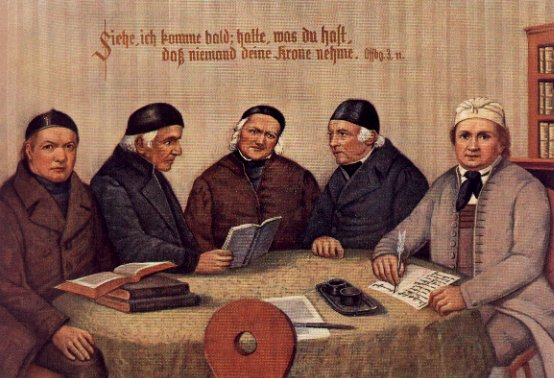
「5人の兄弟像」と題されているヴュルテンベルクの敬虔主義者たちの肖像画。（左から右）ヨハネス・シュナイトマン、アントン・エーゲラー、ヨハン・マルティーン・シェーファー、イマヌエル・ゴットリーブ・コルブ、ヨハン・ミヒャエル・ハーン

信徒説教者ヨハン・ミヒャエル・ハーン（1758年 – 1819年）は多くの影響を与えた思想家で、今日まで存続しているハーン共同体の創設者である。同様にクリスチャン・ゴットリーブ・プレギツアー牧師（1751年 – 1824年）の働きに起源を持つプレギツアー共同体も存続している。ミヒャエル・ハーン、ヨハン・アルベルト・ベンゲルとフリードリヒ・クリストフ・エッティンガーのようなヴュルテンベルク敬虔主義の父祖たちは、全て和解行為を擁護した。19世紀に入るとヴィルヘルムスドルフのベツアルで終末論的思想と新しい礼拝式文導入に反発した敬虔主義たちによる、ベッサラビア、クリミア半島、ヴォルガ地方、カザフなどへの移民が始まった。コルンタールとヴィルヘルムスドルフの2つの敬虔主義者共同体が、教会による特権を得た形で設立されるに至った。
敬虔主義者たちはヴュルテンベルク福音主義州教会内において、共同体レベルから総会まで関与している。それゆえ、今日までヴュルテンベルクにおいて強い敬虔主義の流れが存在している。依然として敬虔主義者の総会内派閥「生ける信徒共同体」はヴュルテンベルク州教会総会において最大派閥である。ただ、敬虔主義者たちの影響力はこの地域においてたびたび過大評価されてきた。ありふれた出来事、振舞までも、十分に確かめずに敬虔主義者たちの影響と見なしてきたからである。ヴュルテンベルク福音主義州教会内における敬虔主義者と非敬虔主義者の関係は重要事項であるが、ヴュルテンベルクの福音主義において部分的に強い緊張をもたらしている。総会内の諸派閥の思惑によって、一人の州教会監督を総会で選出することが紛糾した過去もある。2005年の州教会総会前、「生ける信徒共同体」は自派の候補者を諦めた結果、フランク・オトフリート・ユリーが第1回投票で多数を得て選出された。その投票において「生ける信徒共同体」と中間派「福音と教会」とが接近したことが示された。「福音と教会」は過去において、どちらかと言えば左派的派閥の「開かれた教会」と共同歩調をとっていた。